# Роланд Лайтінгер
Роланд Лайтінгер (нім. Roland Leitinger) — австрійський гірськолижник, призер чемпіонату  світу.
Срібну медаль світової першості Лайтінгер здобув на чемпіонаті 2019 року в гігантському слаломі.

## Результати чемпіонатів світу
| Рік  | Вік | Слалом | Гігантський слалом | Супергігант | Швидкісний спуск | Комбінація | Командні |
| ---- | --- | ------ | ------------------ | ----------- | ---------------- | ---------- | -------- |
| 2017 | 25  |        | 2                  |             |                  |            |          |
| 2019 | 27  |        | 28                 |             |                  |            |          |